# Isolotti Prisgnago
Gli isolotti Prisgnago,
scogli Prisgnak o scogli Cernicovaz (in croato: Prišnjak Veli e Prišnjak Mali) sono due isolotti disabitati della Dalmazia settentrionale in Croazia; si trovano nel mare Adriatico e fanno parte delle isole Incoronate. Amministrativamente appartengono al comune Morter-Incoronate, nella regione di Sebenico e Tenin.

## Geografia
Gli isolotti si trovano tra le isole di Casella e Lunga, a sud dell'isola Incoronata, da cui li separa il canale omonimo (Kornatski kanal). La loro distanza dall'Incoronata è di circa 2 km .
- Prisgnago Grande[2] o Prisgnak grande[3] (Prišnjak Veli), chiamato anche Cernicovizza[7], è un isolotto di forma triangolare con una lunghezza di circa 560 m[1]; ha una superficie di 0,091 km²[8], uno sviluppo costiero di 1,46 km[8] e un'altezza di 34,7 m[1]; si trova circa 500 m[1] a sud-est di Casella.
- Prisgnago Piccolo[2] o Prisgnak piccolo[3] (Prišnjak Mali), è un piccolo scoglio 230 m[1] a sud-est di Prisgnago Grande e 520 m[1] a nord-ovest dell'isola Lunga; ha una superficie di 0,042 km², uno sviluppo costiero di 0,92 km[8] e un'altezza di 11 m[1] 43°50′54″N 15°33′30″E.

### Isole adiacenti
- Casella Piccolo[3][4] (Kaselica), piccolo scoglio a ovest tra Casella e Prisgnago Grande; ha un'area di 2469 m²[9] e un'altezza di 9 m[1] 43°44′12″N 15°23′40″E.
- Vodegna (Vodenjak), a sud di Prisgnago Grande..

### Cartografia
- (HR) Mappa topografica della Croazia 1:25000, su preglednik.arkod.hr. URL consultato il 4 ottobre 2017.
- G. Giani, Carta prospettiva delle Comuni censuarie della Dalmazia, foglio 5, 1839. Fondo Miscellanea cartografica catastale, Archivio di Stato di Trieste.
- Carta di cabottaggio del mare Adriatico, foglio VII, Milano, Istituto geografico militare, 1822-1824. URL consultato il 5 ottobre 2017 (archiviato dall'url originale il 13 aprile 2013).